# 玉島インターチェンジ
玉島インターチェンジ（たましまインターチェンジ）は、岡山県倉敷市玉島長尾の山陽自動車道上にあるインターチェンジである。

## 概要
倉敷市の玉島地区や船穂地区および国道2号（通称・玉島バイパス）船穂JCTへの連絡インターである。

## 歴史
- 1988年（昭和63年）3月1日：倉敷JCT - 福山東IC間開通に伴い、供用開始[1]。

## 周辺
- 新倉敷駅（JR西日本・山陽新幹線/山陽本線）

## 接続する道路
- 直接接続
  - 岡山県道54号倉敷美袋線
  - 岡山県道60号倉敷笠岡線

- 間接接続
  - 国道2号（玉島バイパス）

## 隣
E2 山陽自動車道
(17)倉敷IC - (18)玉島IC - 道口PA - (19)鴨方IC